# Josh Okogie
Joshua Aloiye Okogie, detto Josh (Lagos, 1º settembre 1998), è un cestista nigeriano con cittadinanza statunitense, di ruolo guardia tiratrice, professionista nella NBA con gli Houston Rockets.

## Biografia
Okogie è nato a Lagos, in Nigeria il 1º settembre 1998, ma a tre anni emigra con la sua famiglia negli Stati Uniti, stabilendosi a Snellville, in Georgia, dove ha iniziato a giocare a basket per la Shiloh High School.

## Carriera

### College

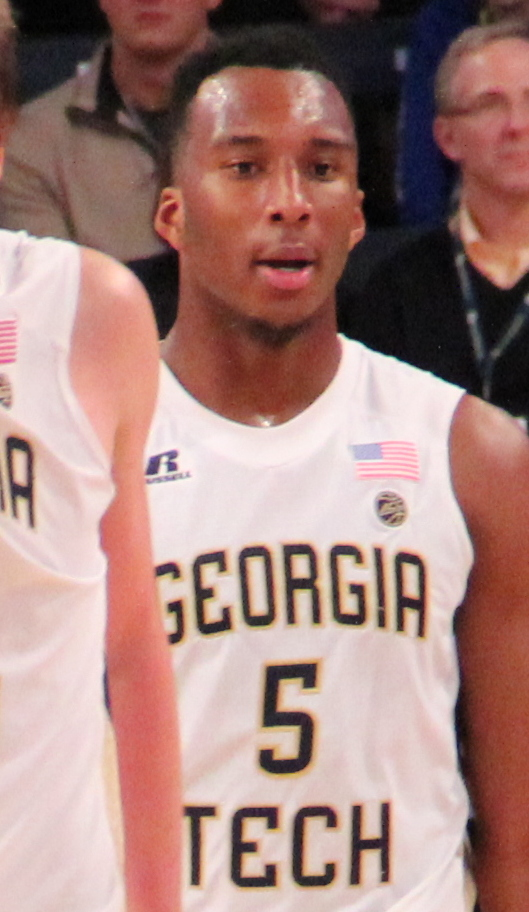
Okogie nel 2016

Guardia tiratrice alta 1,93 metri, non è stato classificato da ESPN nella classe di reclutamento del 2016. Ha firmato con la Georgia Tech Okogie ottenendo da matricola una media di 16,1 punti e 5,4 rimbalzi a partita venendo così nominato nell'ACC All-Freshman Team. È stato selezionato nella terza squadra All-ACC 2017-18 come sophomore. Da sophomore, Okogie ha guidato la Georgia Tech con 18,2 punti a partita. Al termine della stagione si è candidato per il draft NBA 2018 ma non avendo assunto un agente, lascia così aperta la possibilità di tornare all'Università. Tuttavia, ha confermato le sue intenzioni di entrare nel Draft NBA il 21 maggio dello stesso anno.

### NBA

#### Minnesota Timberwolves (2018-2022)

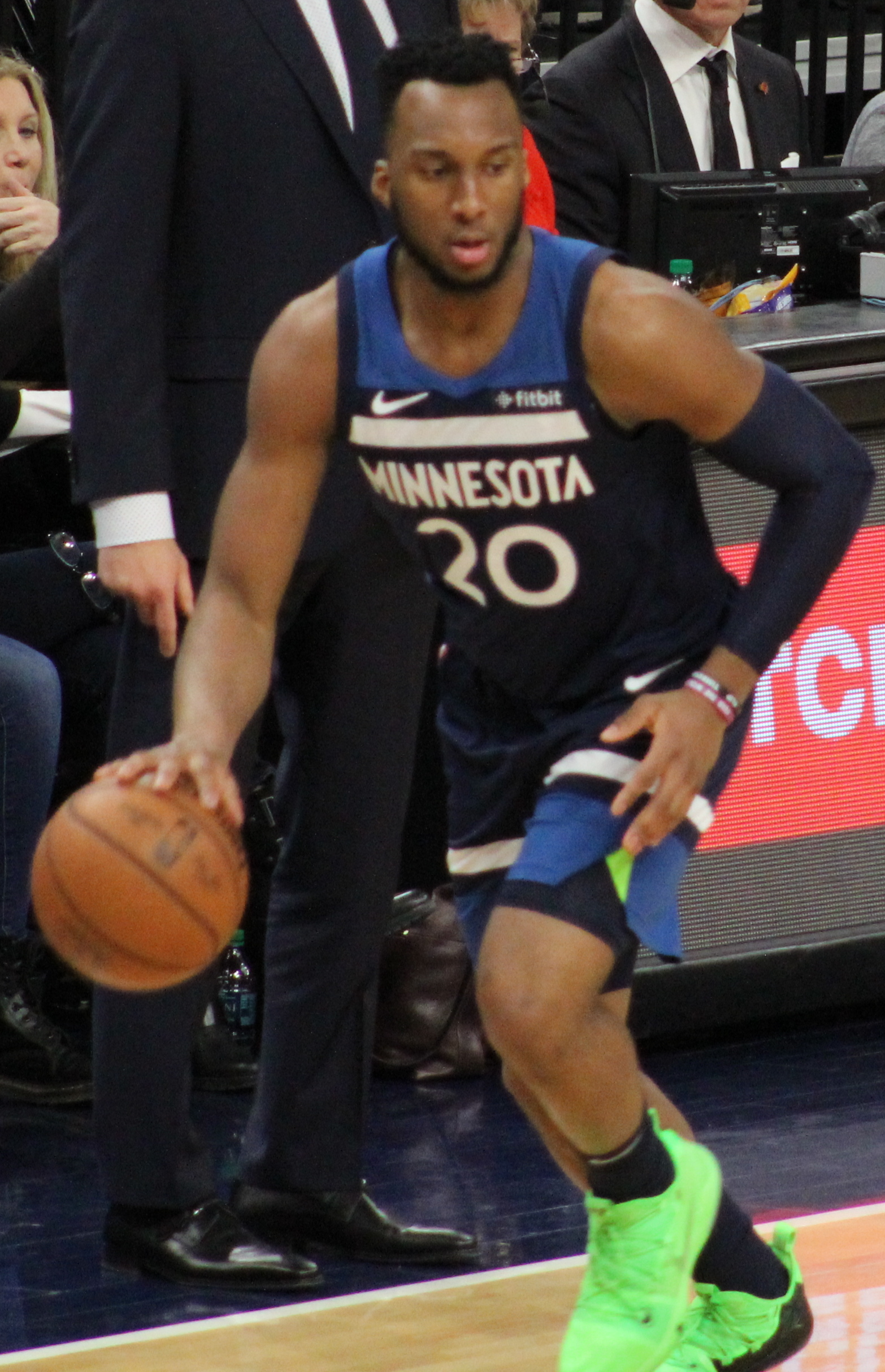
Okogie in azione con i Minnesota Timberwolves nel 2018

È stato selezionato dai Minnesota Timberwolves al primo giro del Draft NBA 2018 (20ª scelta assoluta) il 21 giugno 2018, firmando con la squadra il 2 luglio e partecipando alla NBA Summer League. Dopo che Jimmy Butler è stato ceduto dal Minnesota all'inizio di novembre, Okogie è entrato nella formazione titolare, con una media di quasi 22 minuti a partita nella stagione. Dopo la stagione, ha partecipato alla NBA Summer League 2019. Il 29 gennaio 2019, è stato altresì nominato membro del World Team per la Rising Stars Challenge 2019.

#### Phoenix Suns (2022-presente)
Il 2 luglio 2022, Okogie ha firmato con i Phoenix Suns. Il 7 dicembre, Okogie ha segnato 28 punti, il massimo della sua carriera, nella sconfitta per 125-98 contro i Boston Celtics.
Il 13 luglio 2024, Okogie ha rinnovato il contratto con i Suns.

### Nazionale
Con la Nigeria ha disputato i Campionati mondiali del 2019 e i Giochi olimpici di Tokyo 2020.

## Statistiche

### NCAA
| Anno      | Squadra               | PG | PT | MP   | TC%  | 3P%  | TL%  | RP  | AP  | PRP | SP  | PP   |
| --------- | --------------------- | -- | -- | ---- | ---- | ---- | ---- | --- | --- | --- | --- | ---- |
| 2016-2017 | Georgia T. Yel. Jack. | 37 | 37 | 30,8 | 45,3 | 38,4 | 74,7 | 5,4 | 1,6 | 1,3 | 0,7 | 16,1 |
| 2017-2018 | Georgia T. Yel. Jack. | 24 | 24 | 36,4 | 41,6 | 38,0 | 82,1 | 6,3 | 2,5 | 1,8 | 1,0 | 18,2 |
| Carriera  | Carriera              | 61 | 61 | 33,0 | 43,7 | 38,2 | 77,7 | 5,8 | 2,0 | 1,5 | 0,8 | 16,9 |

#### Massimi in carriera
- Massimo di punti: 38 vs Tulane (26 novembre 2016)[14]
- Massimo di rimbalzi: 16 vs Florida State (24 gennaio 2018)
- Massimo di assist: 6 vs Clemson (24 febbraio 2018)
- Massimo di palle rubate: 5 vs Wake Forest (3 marzo 2018)
- Massimo di stoppate: 3 (2 volte)
- Massimo di minuti giocati: 40 (5 volte)

### NBA

#### Regular Season
| Anno      | Squadra            | PG  | PT  | MP   | TC%  | 3P%  | TL%  | RP  | AP  | PRP | SP  | PP  |
| --------- | ------------------ | --- | --- | ---- | ---- | ---- | ---- | --- | --- | --- | --- | --- |
| 2018-2019 | Minnesota T'wolves | 74  | 52  | 23,7 | 38,6 | 27,9 | 72,8 | 2,9 | 1,2 | 1,2 | 0,4 | 7,7 |
| 2019-2020 | Minnesota T'wolves | 62  | 28  | 25,0 | 42,7 | 26,6 | 79,6 | 4,3 | 1,6 | 1,1 | 0,4 | 8,6 |
| 2020-2021 | Minnesota T'wolves | 59  | 37  | 20,3 | 40,2 | 26,9 | 76,9 | 2,6 | 1,1 | 0,9 | 0,5 | 5,4 |
| 2021-2022 | Minnesota T'wolves | 49  | 6   | 10,5 | 40,4 | 29,8 | 68,6 | 1,4 | 0,5 | 0,5 | 0,2 | 2,7 |
| 2022-2023 | Phoenix Suns       | 72  | 26  | 18,8 | 39,1 | 33,5 | 72,4 | 3,5 | 1,5 | 0,8 | 0,5 | 7,3 |
| 2023-2024 | Phoenix Suns       | 60  | 11  | 16,0 | 41,7 | 30,9 | 74,5 | 2,6 | 1,1 | 0,8 | 0,4 | 4,6 |
| 2024-2025 | Phoenix Suns       | 25  | 1   | 14,0 | 49,1 | 38,1 | 68,8 | 2,9 | 0,6 | 0,8 | 0,4 | 6,0 |
| 2024-2025 | Charlotte Hornets  | 15  | 6   | 18,3 | 38,8 | 32,0 | 77,4 | 2,7 | 1,3 | 1,8 | 0,5 | 8,9 |
| Carriera  | Carriera           | 416 | 167 | 19,1 | 40,6 | 29,9 | 74,7 | 3,0 | 1,2 | 0,9 | 0,4 | 6,3 |

#### Play-off
| Anno     | Squadra            | PG | PT | MP   | TC%  | 3P%  | TL%  | RP  | AP  | PRP | SP  | PP  |
| -------- | ------------------ | -- | -- | ---- | ---- | ---- | ---- | --- | --- | --- | --- | --- |
| 2022     | Minnesota T'wolves | 1  | 0  | 2,2  | -    | -    | -    | 0,0 | 0,0 | 0,0 | 0,0 | 0,0 |
| 2023     | Phoenix Suns       | 10 | 5  | 17,5 | 37,8 | 14,3 | 84,6 | 2,1 | 1,3 | 0,6 | 0,2 | 4,1 |
| 2024     | Phoenix Suns       | 4  | 0  | 7,3  | 55,6 | 33,3 | 50,0 | 1,0 | 0,5 | 0,5 | 0,0 | 3,5 |
| Carriera | Carriera           | 15 | 5  | 13,7 | 41,3 | 17,6 | 73,7 | 1,7 | 1,0 | 0,5 | 0,1 | 3,7 |

#### Massimi in carriera
- Massimo di punti: 28 vs Boston Celtics (7 dicembre 2022)[15]
- Massimo di rimbalzi: 11 (3 volte)
- Massimo di assist: 6 (2 volte)
- Massimo di palle rubate: 5 (2 volte)
- Massimo di stoppate: 4 vs Indiana Pacers (21 gennaio 2023)
- Massimo di minuti giocati: 42 vs New Orleans Pelicans (12 gennaio 2019)

### Cronologia presenze e punti in Nazionale
| Cronologia completa delle presenze e dei punti in Nazionale - Nigeria | Cronologia completa delle presenze e dei punti in Nazionale - Nigeria | Cronologia completa delle presenze e dei punti in Nazionale - Nigeria | Cronologia completa delle presenze e dei punti in Nazionale - Nigeria | Cronologia completa delle presenze e dei punti in Nazionale - Nigeria | Cronologia completa delle presenze e dei punti in Nazionale - Nigeria | Cronologia completa delle presenze e dei punti in Nazionale - Nigeria | Cronologia completa delle presenze e dei punti in Nazionale - Nigeria |
| Data                                                                  | Città                                                                 | In casa                                                               | Risultato                                                             | Ospiti                                                                | Competizione                                                          | Punti                                                                 | Note                                                                  |
| --------------------------------------------------------------------- | --------------------------------------------------------------------- | --------------------------------------------------------------------- | --------------------------------------------------------------------- | --------------------------------------------------------------------- | --------------------------------------------------------------------- | --------------------------------------------------------------------- | --------------------------------------------------------------------- |
| 07/08/2019                                                            | Toronto                                                               | Canada                                                                | 96 - 87                                                               | Nigeria                                                               | Amichevole                                                            | 18                                                                    | [ 16 ]                                                                |
| 09/08/2019                                                            | Winnipeg                                                              | Canada                                                                | 81 - 90                                                               | Nigeria                                                               | Amichevole                                                            | 15                                                                    | [ 17 ]                                                                |
| 31/08/2019                                                            | Wuhan                                                                 | Russia                                                                | 82 - 77                                                               | Nigeria                                                               | Mondiali 2019 - 1º turno                                              | 18                                                                    | [ 18 ]                                                                |
| 02/09/2019                                                            | Wuhan                                                                 | Nigeria                                                               | 81 - 94                                                               | Argentina                                                             | Mondiali 2019 - 1º turno                                              | 18                                                                    | [ 19 ]                                                                |
| 04/09/2019                                                            | Wuhan                                                                 | Corea del Sud                                                         | 66 - 108                                                              | Nigeria                                                               | Mondiali 2019 - 1º turno                                              | 6                                                                     | [ 20 ]                                                                |
| 05/09/2019                                                            | Guangzhou                                                             | Nigeria                                                               | 83 - 66                                                               | Costa d'Avorio                                                        | Mondiali 2019 - 2º turno                                              | 2                                                                     | [ 21 ]                                                                |
| 08/09/2019                                                            | Guangzhou                                                             | Cina                                                                  | 73 - 86                                                               | Nigeria                                                               | Mondiali 2019 - 2º turno                                              | 18                                                                    | [ 22 ]                                                                |
| 10/07/2021                                                            | Las Vegas                                                             | Stati Uniti                                                           | 87 - 90                                                               | Nigeria                                                               | Amichevole                                                            | 4                                                                     | [ 23 ]                                                                |
| 12/07/2021                                                            | Las Vegas                                                             | Argentina                                                             | 71 - 94                                                               | Nigeria                                                               | Amichevole                                                            | 10                                                                    | [ 24 ]                                                                |
| 13/07/2021                                                            | Las Vegas                                                             | Australia                                                             | 108 - 69                                                              | Nigeria                                                               | Amichevole                                                            | 10                                                                    | [ 25 ]                                                                |
| 25/07/2021                                                            | Saitama                                                               | Australia                                                             | 84 - 67                                                               | Nigeria                                                               | Olimpiadi 2021 - Fase a gironi                                        | 11                                                                    | [ 26 ]                                                                |
| 28/07/2021                                                            | Saitama                                                               | Nigeria                                                               | 92 - 99                                                               | Germania                                                              | Olimpiadi 2021 - Fase a gironi                                        | 0                                                                     | [ 27 ]                                                                |
| 31/07/2021                                                            | Saitama                                                               | Italia                                                                | 80 - 71                                                               | Nigeria                                                               | Olimpiadi 2021 - Fase a gironi                                        | 2                                                                     | [ 28 ]                                                                |
| 26/08/2022                                                            | Abidjan                                                               | Costa d'Avorio                                                        | 78 - 66                                                               | Nigeria                                                               | Qual. Mondiali 2023                                                   | 23                                                                    | [ 29 ]                                                                |
| 27/08/2022                                                            | Abidjan                                                               | Nigeria                                                               | 89 - 70                                                               | Guinea                                                                | Qual. Mondiali 2023                                                   | 10                                                                    | [ 30 ]                                                                |
| 28/08/2022                                                            | Abidjan                                                               | Angola                                                                | 70 - 67                                                               | Nigeria                                                               | Qual. Mondiali 2023                                                   | 15                                                                    | [ 31 ]                                                                |
| Totale                                                                |                                                                       | Presenze                                                              | 16                                                                    |                                                                       | Punti                                                                 | 180                                                                   |                                                                       |